# 通里穴
通里穴(Tongli,HT5)，穴道名，屬手少陰心經絡穴。通，通往，里，內裏。心經絡脈由此穴分出，與小腸經互為表裡而相通。

## 定位
腕橫紋上1寸，尺側腕曲肌腱的橈側。
解剖：在尺側腕曲肌與指淺曲肌之間，深層為指伸曲肌，有尺動脈通過。布有前臂內側皮神經，尺側為尺神經。

## 刺灸法
直刺0.3─0.5寸
針0.3─0.5寸，灸2─3壯

## 主治
心悸、怔忡、暴喑、舌強不語、腕臂內側痛、肘及前臂疼痛、頭痛、目眩、面赤熱、遺尿、月經過多、狂症

## 配伍
- 係心經絡穴，別走手太陽小腸經，有鎮靜、安神、調心氣的作用。配內關、心俞治心絞痛、心律不齊。[1]

## 參看
腧穴列表